# Rat Burana
Rat Burana (tiếng Thái: ราษฎร์บูรณะ, phiên âm: Lát Bu-la-na) là một trong 50 quận của thủ đô Băng Cốc, Thái Lan. Những quận huyện lân cận quận Rat Burana, theo chiều kim đồng hồ từ phía đông đến phía bắc, gồm có: huyện Phra Pradaeng thuộc tỉnh Samut Prakan; quận Thung Khru, Chom Thong và Thon Buri thuộc Băng Cốc, trong khi ranh giới từ phía bắc đến phía đông theo chiều kim đồng hồ là sông Chao Phraya, giáp với hai quận Bang Kho Laem và Yan Nawa qua con sông này.

## Lịch sử
Địa bàn này từng là quận ranh giới cho vùng đất lịch sử Thonburi khi Đức vua Taksin thiết lập Thonburi trở thành thủ đô mới của đất nước. Sau cuộc cải cách hành chính, chính quyền đã chuyển Rat Burana thành một huyện thuộc tỉnh Thonburi. Sau đó, huyện này lại thuộc về tỉnh Nakhon Khuan Khan (ngày nay là huyện Phra Pradaeng) cho đến khi tỉnh này bị giáng cấp trở thành một huyện thuộc tỉnh Samut Prakan. Về sau, Rat Burana lại chuyển về tỉnh Thonburi cho đến khi Thonburi và Băng Cốc sáp nhập. Ngày nay, Rat Burana là một quận của Băng Cốc. Năm 1998, khu vực bên trái quận được tách ra thành lập một quận mới, quận Thung Khru.
Năm 2015, Baan Khru Noi, một trong những trung tâm tình thương cho trẻ em "lâu đời nhất Băng Cốc" tọa lạc tại quận, dự định sẽ đóng cửa sau 30 năm hoạt động.

## Hành chính
Quận Rat Burana được chia thành hai phân quận (Kwaeng).
| 1. | Rat Burana | ราษฎร์บูรณะ |  |
| 2. | Bang Pakok | บางปะกอก  |  |